# Hamilton (musical)
A Hamilton: An American Musical 2015-ben bemutatott amerikai musical Alexander Hamilton alapító atya életéről, amelyet Lin-Manuel Miranda írt Ron Chernow történész Alexander Hamilton című 2004-es életrajzi könyve alapján. A musical prózát nem használ, a szereplők mindent énekelnek vagy rappelnek olyan stílusokat ötvözve, mint a hiphop, R&B, pop, soul és a hagyományos musicalzene. Az eredeti produkció tudatosan nem fehér színészekre osztotta az alapító atyák és más történelmi személyek szerepeit. A musical mind kritikailag, mind pénzügyileg nagy siker lett.
A musical az Off-Broadwayen, a The Public Theaterben mutatkozott be 2015 februárjában teltházzal. A produkció 2015 augusztusában költözött a Broadwayre, a Richard Rodgers Theatre-be, ahol korábban soha nem látott előzetes jegyeladásokat produkált. 2016-ban rekordszámú, 16 Tony-díjra jelölték, amelyből 11-et meg is nyert, köztük a legjobb musicalnek járót. Ugyanebben az évben a musical elnyerte a legjobb zenés színházi albumnak járó Grammy-díjat és a Pulitzer-díjat is. Az Off-Broadway-bemutató 2015-ben elnyerte a legjobb musicalnak járó és további hét Drama Desk díjat – összesen 14 jelölésből.

## Keletkezése
Lin-Manuel Miranda akkor olvasta Ron Chernow Alexander Hamilton című életrajzi könyvét Alexander Hamiltonról, amikor szabadságát töltötte korábbi nagysikerű Broadway-musicalje az In the Heights játszási sorozata közben. Az első pár fejezet elolvasása után Miranda elkezdte elképzelni Hamilton életét musicalként, és megpróbálta kideríteni, hogy korábban színre vitték-e már. Mindössze egyetlen darabot talált – a Hamiltont, amelyet 1917-ben mutattak be a Broadwayen George Arliss-szel a címszerepben.
Miranda belekezdett a projektbe, amely ekkor még a The Hamilton Mixtape címet viselte. 2009. május 12-én Mirandát meghívták a Fehér Ház költészeti, zenés és spoken word estjére, hogy adjon elő valamit a korábbi munkáiból, de ehelyett a The Hamilton Mixtape első dalát mutatta be, amely a Hamilton nyitószáma, az Alexander Hamilton, korai változata volt. Ezt követően egy évet töltött a My Shot megírásával – amely szintén viszonylag a musical elején hangzik el.
A musical még mindig a The Hamilton Mixtape címet viselte, amikor Miranda és társai először előadták 2013. július 27-én a Vassar Reading Festivalon. A műhelyelőadás rendezője Thomas Kail, míg zenei vezetője Alex Lacamoire volt. A műhelyelőadáson a teljes első felvonást és a második felvonásból három dalt mutattak be. A műhelyelőadást Lacamoire kísérte zongorán.
Ez eredeti műhelyszereposztásból hárman követték a darabot az Off-Broadwayre: Miranda, Daveed Diggs és Christopher Jackson. Az Off-Broadway-produkció színészei közül csak egyvalaki nem költözött az előadással a Broadwayre: Brian d’Arcy Jamest Jonathan Groff váltotta III. György királyként.

## Dalok
| Első felvonás - Alexander Hamilton – Burr, Laurens, Jefferson, Madison, Hamilton, Eliza, Washington és a társulat - Aaron Burr, Sir – Hamilton, Burr, Laurens, Lafayette és Mulligan - My Shot – Hamilton, Laurens, Lafayette, Mulligan, Burr és a társulat - The Story of Tonight – Hamilton, Laurens, Mulligan, Lafayette és a társulat - The Schuyler Sisters – Angelica, Eliza, Peggy, Burr és a társulat - Farmer Refuted – Seabury, Hamilton és a társulat - You’ll Be Back – III. György király and a társulat - Right Hand Man – Washington, Hamilton, Burr és a társulat - A Winter’s Ball – Burr, Hamilton és a társulat - Helpless – Eliza és a társulat - Satisfied – Angelica és a társulat - The Story of Tonight (Reprise) – Laurens, Mulligan, Lafayette, Hamilton és Burr - Wait for It – Burr és a társulat - Stay Alive – Hamilton, Washington, Laurens, Lafayette, Mulligan, Lee, Eliza, Angelica és a társulat - Ten Duel Commandments – Laurens, Hamilton, Lee, Burr és a társulat - Meet Me Inside – Hamilton, Burr, Laurens, Washington és a társulat - That Would Be Enough – Eliza és Hamilton - Guns and Ships – Burr, Lafayette, Washington és a társulat - History Has Its Eyes on You – Washington, Hamilton és a társulat - Yorktown (The World Turned Upside Down) – Hamilton, Lafayette, Laurens, Mulligan, Washington és a társulat - What Comes Next? – III. György király - Dear Theodosia – Burr and Hamilton - Tomorrow There’ll Be More of Us (Laurens Interlude) – Laurens, Eliza és Hamilton - Non-Stop – Burr, Hamilton, Angelica, Eliza, Washington és a társulat | Második felvonás - What’d I Miss – Jefferson, Burr, Madison és a társulat - Cabinet Battle #1 – Washington, Jefferson, Hamilton és Madison - Take a Break – Eliza, Philip, Hamilton és Angelica - Say No to This – Maria Reynolds, Burr, Hamilton, James Reynolds és a társulat - The Room Where It Happens – Burr, Hamilton, Jefferson, Madison és a társulat - Schuyler Defeated – Philip, Eliza, Hamilton és Burr - Cabinet Battle #2 – Washington, Jefferson, Hamilton és Madison - Washington on Your Side – Burr, Jefferson, Madison és a társulat - One Last Time – Washington, Hamilton és a társulat - I Know Him – III. György király - The Adams Administration – Burr, Jefferson, Hamilton, Madison és a társulat - We Know – Hamilton, Jefferson, Burr és Madison - Hurricane – Hamilton and a társulat - The Reynolds Pamphlet – Jefferson, Madison, Burr, Hamilton, Angelica, James Reynolds és a társulat - Burn – Eliza - Blow Us All Away – Philip, Martha, Dolly, Eacker, Hamilton és a társulat - Stay Alive (Reprise) – Hamilton, Phillip, Eliza és a társulat - It’s Quiet Uptown – Angelica, Hamilton, Eliza és a társulat - The Election of 1800 – Jefferson, Madison, Burr, Hamilton és a társulat - Your Obedient Servant – Burr, Hamilton és a társulat - Best of Wives and Best of Women – Eliza és Hamilton - The World Was Wide Enough – Burr, Hamilton és a társulat - Who Lives, Who Dies, Who Tells Your Story – Washington, Burr, Jefferson, Madison, Angelica, Eliza, Mulligan, Lafayette, Laurens és a társulat |

## Fordítás
Ez a szócikk részben vagy egészben  a   Hamilton (musical) című angol Wikipédia-szócikk ezen változatának fordításán alapul.  Az eredeti cikk szerkesztőit annak laptörténete sorolja fel. Ez a jelzés csupán a megfogalmazás eredetét és a szerzői jogokat jelzi, nem szolgál a cikkben szereplő információk forrásmegjelöléseként.